# Albert Mußfeld
Albert Mußfeld (* 1928; † 2005) war ein deutscher Radrennfahrer.

## Sportliche Laufbahn
Mußfeld (auch Mussfeld) war im Straßenradsport aktiv. 1952 siegte er im traditionsreichen Eintagesrennen Rund um Düren. Den Großen Phoenix-Preis gewann er 1952 und 1953. In dieser Zeit wurde er Mitglied der Nationalmannschaft des Bundes Deutscher Radfahrer. 1952 bestritt er mit dem Nationalteam die Schweden-Rundfahrt. Von 1949 bis zum Ende seiner Laufbahn 1954 erreichte er mehr als 50 Siege in Radrennen.

## Berufliches
Mußfeld absolvierte eine Ausbildung zum Maschinenschlosser in Hamburg.